# 라빌레트 공원

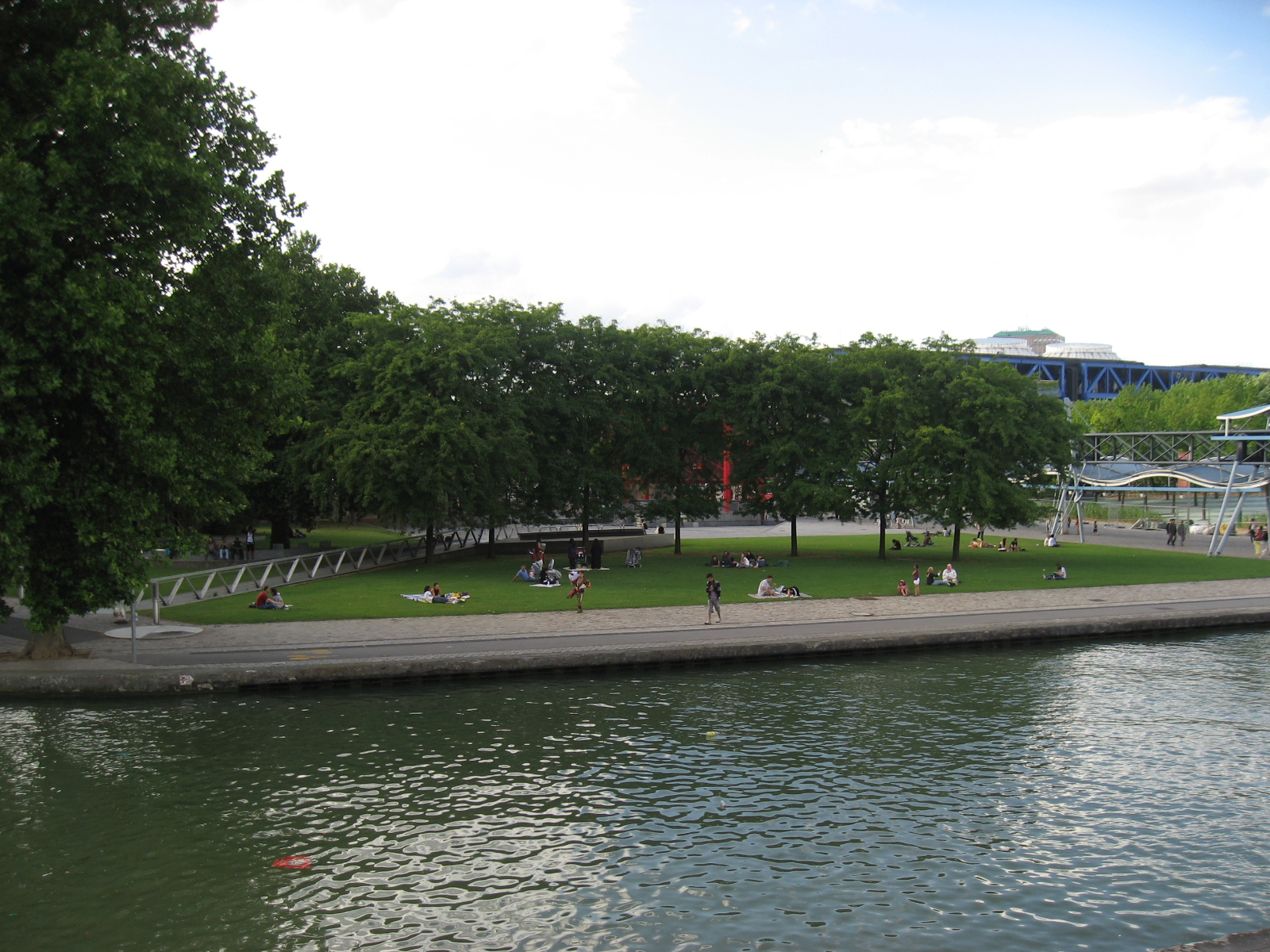
라빌레트 공원의 모습

라빌레트 공원(프랑스어: Parc de la Villette)은 프랑스 파리 19구 북동쪽에 위치한 공원이다. 라 빌레트 공원은 매일 오전 6:00시부터 새벽 1:00시까지 운영된다.